# Gunnar Brante
Gunnar Brante, född 16 september 1917 i Landskrona, död 15 oktober 1979 i Lund, var en svensk klinisk kemist.
Brante var far till Thomas Brante och Göran Brante. 
Efter studentexamen 1936 blev Brante medicine kandidat vid Uppsala universitet 1938, medicine licentiat 1945, medicine doktor (på avhandlingen Studies on Lipids in the Nervous System) och docent i medicinsk kemi vid Uppsala universitet 1949. Han var laborator vid Göteborgs medicinska högskola 1950, överläkare på centrallaboratoriet vid Eskilstuna lasarett 1951, laborator i klinisk kemi vid Lunds universitet från 1964 och överläkare vid Sankt Lars sjukhus från 1965. Han var ledamot av Commission of Neurochemistry of the World Federation of Neurology i Antwerpen 1956, Panel of Neurochemistry of the International Brain Research Organization i Paris 1960 och styrelseledamot i Svenska föreningen för klinisk kemi 1954–1959. Gunnar Brante är begravd på Landskrona kyrkogård.